# Vice sergente
Vice sergente o sottosergente o sergente inferiore è un grado in vigore in alcune forze armate mondiali. In alcuni casi coincide con il grado di secondo sergente.

## Finlandia
Nelle forze armate finlandesi il grado è Alikersantti (finlandese) o Undersergeant (svedese), letteralmente: Sottosergente, che corrisponde nelle forze armate italiane al caporal maggiore dell'Esercito, al Primo aviere dell'Aeronautica e al sottocapo della Marina Militare, ma diversamente dalle forze armate italiane dove il grado corrispondente fa parte della truppa, nelle forze armate finlandesi il grado fa parte della categoria dei sottufficiali.

## Unione Sovietica e Russia
Sergente inferiore o sottosergente o vice sergente è un grado nelle forze armate russe e a suo tempo di quelle sovietiche e di alcuni stati ex sovietici e del blocco orientale.
Nelle forze armate della Federazione Russa e in precedenza nelle forze armate sovietiche il livello del ruolo sergenti si articola su quattro livelli:
- Seniore (russo: Старшина́; traslitterato: Staršiná) omologabile nelle forze armate italiane al sergente maggiore capo dell'Esercito e dell'Aeronautica e al secondo capo scelto della Marina
- Sergente maggiore (russo: Ста́рший сержа́нт; translittarato: Stáršij seržánt) o 1º sergente o sergente maggiore, omologabile nelle forze armate italiane al sergente maggiore dell'Esercito e dell'Aeronautica e al secondo capo della Marina
- Sergente (russo: Сержа́нт; traslitterato: Seržánt) omologabile nelle forze armate italiane al grado di sergente
- Sergente inferiore o Vice sergente (russo: Мла́дший сержа́нт; translittarato: Mládšij seržánt) omologabile nelle forze armate italiane al massimo grado della categoria dei graduati di truppa.

Nella marina russa i gradi di staršina (traducibile come seniore), paragonabili al ruolo sergenti della Marina Militare Italiana, si articolano su quattro livelli, anche se tuttavia il grado più alto di Glavnyj korabel'nyj staršina potrebbe essere equiparato ai gradi di capo di terza o seconda classe della Marina Militare:
- Glavnyj staršina korabel'nyj (OR-7)
- Glavnyj staršina (OR-7)
- Staršina 1 stat'i (OR-5)
- Staršina 2 stat'i (OR-4)

Quello di seniore è stato il grado più alto tra i sottufficiali delle forze armate sovietiche fino al 1972, quando vennero introdotti nell'Esercito, nelle Forze missilistiche strategiche, nelle Truppe di difesa aerea e nell'Aeronautica i gradi di Praporščik e Staršij praporščik, e nella Marina i gradi di Mičman e Staršij mičman corrispondenti ai Warrant Officer delle forze armate americane.

### Distintivi di grado
| Equivalente NATO  | OR-7             | OR-7                           | OR-6                           | OR-6                           | OR-6                           | OR-6                           | OR-6                           | OR-6             | OR-5             | OR-5             | OR-5             | OR-5             | OR-5             | OR-5                          | OR-4                          | OR-4 |
| ----------------- | ---------------- | ------------------------------ | ------------------------------ | ------------------------------ | ------------------------------ | ------------------------------ | ------------------------------ | ---------------- | ---------------- | ---------------- | ---------------- | ---------------- | ---------------- | ----------------------------- | ----------------------------- | ---- |
| Russia (bandiera) |                  |                                |                                |                                |                                |                                |                                |                  |                  |                  |                  |                  |                  |                               |                               |      |
| старшина́ seniore  | старшина́ seniore | ста́рший сержа́нт primo sergente | ста́рший сержа́нт primo sergente | ста́рший сержа́нт primo sergente | ста́рший сержа́нт primo sergente | ста́рший сержа́нт primo sergente | ста́рший сержа́нт primo sergente | сержа́нт sergente | сержа́нт sergente | сержа́нт sergente | сержа́нт sergente | сержа́нт sergente | сержа́нт sergente | мла́дший сержа́нт vice sergente | мла́дший сержа́нт vice sergente |      |

| Equivalente NATO  | OR-7             | OR-7                           | OR-6                           | OR-6                           | OR-6                           | OR-6                           | OR-6                           | OR-6             | OR-5             | OR-5             | OR-5             | OR-5             | OR-5             | OR-5                          | OR-4                          | OR-4 |
| ----------------- | ---------------- | ------------------------------ | ------------------------------ | ------------------------------ | ------------------------------ | ------------------------------ | ------------------------------ | ---------------- | ---------------- | ---------------- | ---------------- | ---------------- | ---------------- | ----------------------------- | ----------------------------- | ---- |
| Russia (bandiera) |                  |                                |                                |                                |                                |                                |                                |                  |                  |                  |                  |                  |                  |                               |                               |      |
| старшина́ seniore  | старшина́ seniore | ста́рший сержа́нт primo sergente | ста́рший сержа́нт primo sergente | ста́рший сержа́нт primo sergente | ста́рший сержа́нт primo sergente | ста́рший сержа́нт primo sergente | ста́рший сержа́нт primo sergente | сержа́нт sergente | сержа́нт sergente | сержа́нт sergente | сержа́нт sergente | сержа́нт sergente | сержа́нт sergente | мла́дший сержа́нт vice sergente | мла́дший сержа́нт vice sergente |      |

| Equivalente NATO                                      | OR-7                                                  | OR-7                          | OR-6                          | OR-6                          | OR-6                          | OR-6                          | OR-6                          | OR-6                                   | OR-5                                   | OR-5                                   | OR-5                                   | OR-5                                   | OR-5                                   | OR-5                                   | OR-4                                   | OR-4 |
| ----------------------------------------------------- | ----------------------------------------------------- | ----------------------------- | ----------------------------- | ----------------------------- | ----------------------------- | ----------------------------- | ----------------------------- | -------------------------------------- | -------------------------------------- | -------------------------------------- | -------------------------------------- | -------------------------------------- | -------------------------------------- | -------------------------------------- | -------------------------------------- | ---- |
|                                                       |                                                       |                               |                               |                               |                               |                               |                               |                                        |                                        |                                        |                                        |                                        |                                        |                                        |                                        |      |
| Главный корабельный старшина seniore capo di vascello | Главный корабельный старшина seniore capo di vascello | Главный старшина seniore capo | Главный старшина seniore capo | Главный старшина seniore capo | Главный старшина seniore capo | Главный старшина seniore capo | Главный старшина seniore capo | Старшина 1 статьи seniore di 1ª classe | Старшина 1 статьи seniore di 1ª classe | Старшина 1 статьи seniore di 1ª classe | Старшина 1 статьи seniore di 1ª classe | Старшина 1 статьи seniore di 1ª classe | Старшина 1 статьи seniore di 1ª classe | Старшина 2 статьи seniore di 2ª classe | Старшина 2 статьи seniore di 2ª classe |      |

Sergente inferiore (russo: Младший cержант; traslitterato: Mládšij Seržánt; tradotto in sergente minore o piccolo sergente) è il grado più basso tra i sottufficiali nell'esercito, nelle truppe aviotrasportate e nell'aeronautica della Federazione Russa. Il grado è equivalente a Staršina di 2ª classe della Marina russa. 

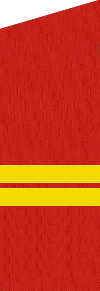
Controspallina per uniforme ordinaria
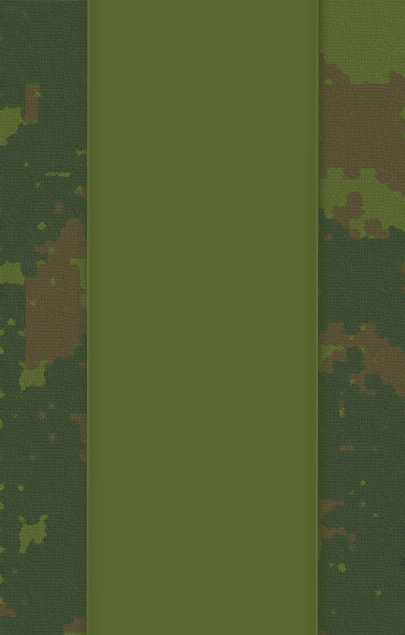
versione a bassa visibilità

Il grado fu introdotto nell'esercito sovietico nel 1940. 
| Gradi militari della Federazione Russa |                                   |                                    |
| Grado inferiore: Efrejtor (Ефрейтор)   | Mládšij Seržánt (Младший cержант) | Grado superiore: Seržánt (сержа́нт) |

## Azerbaigian
Nelle forze armate dell'Azerbaigian il grado in azero è Kiçik çavuş (letteralmente sergente inferiore) ed è presente nell'Esercito e nell'Aviazione.

Kiçik çavuş dell’Esercito
Kiçik çavuş dell’Aviazione

## Bielorussia
Nelle forze armate bielorusse la denominazione del grado è sergente inferiore (bielorusso: Малодшы сяржант; translitterato: Malodšy siaržant) ed è il grado più basso tra i sottufficiali.

## Bulgaria
Nelle forze armate della Bulgaria sergente inferiore (bulgaro: Младши сержант; translitterato: Mladši seržant) è presente nell'Esercito e nell'Aviazione; il grado è equivalente a Staršina di 2ª classe (bulgaro (Старшина 2 степен; translitterato: Staršina 2 stelen) della marina bulgara.

## Estonia
Nelle forze armate estoni Sergente inferiore (estone: nooremersant) è un grado militare dell'Esercito e dell'Aviazione ed è il più basso grado dei sottufficiali.
Il grado di sergente inferiore è stato dalla fine della guerra di liberazione estone nel 1920.

## Kazakistan
Nelle forze armate del Kazakistan la denominazione del grado è Кіші сержант (translitterato: Kişi serjant), letteralmente sergente inferiore.